# Thomas Gale
Thomas Gale (1635 ou 1636 à Scruton, Yorkshire, Angleterre – 7 ou 8 avril 1702 à York, Angleterre) est un philologue, antiquaire et mythographe anglais.

## Biographie
Gale naît à Scruton dans le Yorkshire en Angleterre. Il étudie à la Westminster School et au Trinity College de Cambridge. Il est ensuite élu fellow de cette même institution.
En 1666, il est nommé Regius Professor de grec à l'université de Cambridge. En 1672, il est nommé high master de la St Paul's School de Londres. En 1676, il obtient une prébende de la cathédrale Saint-Paul de Londres. L'année suivante, il est élu fellow de la Royal Society. En 1697, il est nommé doyen de la cathédrale d'York. Il meurt à York.
Il est le père de deux antiquaires renommés, Roger Gale et Samuel Gale. Il est aussi le beau-père de l'antiquaire William Stukeley. Sa collection de manuscrits comprenait le Minuscule 66 (en).
Il a hérité de la bibliothèque personnelle de Patrick Young.

## Œuvres
Thomas Gale a publié une collection mythographique, Opuscula mythologica, ethica, et physica, et plusieurs auteurs grecs et latins. Sa réputation provient surtout de sa collection d'ouvrages anciens portant sur l'histoire primitive de l'Angleterre, à partir de laquelle il a publié Historiae Anglicanae scriptores et Historiae Britannicae, Saxonicae, Anglo-Danicae scriptores XV. En histoire de la philosophie, on lui doit le terme « néoplatonisme » (1670) pour indiquer le platonisme de l'Antiquité tardive.
- (éditeur) : Opuscula mythologica physica et ethica. Graece et latine. Seriem eorum sistit pagina praefationem proxime sequens, Amsterdam: H. Wetstein, 1671 (réimpression 1688)
- (éditeur) : Historiae poeticae Scriptores antiqui, Paris: Muguet-Scott, 1675
- (éditeur) : Iamblichi, Liber de mysteriis Aegyptiorum, 1678
- (éditeur) : Ψαλτήριον. Psalterium. Juxta exemplar Alexandrinum editio nova, Græce & Latine, Oxford: Sheldon, 1678
- (éditeur) : Rerum Anglicarum Scriptorum Veterum, Oxford: Sheldon, 1684
- (éditeur) : Historiae Anglicanae Scriptores Quinque, Oxford: Sheldon, 1687 (tome 2 de Rerum Anglicarum scriptores veteres)
- (éditeur) : Historiae Britannicae, Saxonicae, Anglo-Danicae Scriptores XV, Oxford: Sheldon, 1691 (tome 3 de Rerum Anglicarum scriptores veteres)
- (éditeur) : Antonini Iter Britanniarum[4]